# Gąsawy Rządowe-Niwy
Gąsawy Rządowe-Niwy [ɡɔ̃ˈsavɨ ʐɔnˈdɔvɛ ˈnivɨ] est un village polonais de la gmina de Jastrząb, du powiat de Szydłowiec et dans la voïvodie de Mazovie.
Il est situé à environ 6 kilomètres au sud de Jastrząb, 8 kilomètres au sud-est de Szydłowiec et à 113 kilomètres au sud de Varsovie.